# Club Baloncesto Málaga 2020-2021
Questa voce raccoglie le informazioni riguardanti il Club Baloncesto Málaga nelle competizioni ufficiali della stagione 2020-2021.

## Stagione
La stagione 2020-2021 del Club Baloncesto Málaga è la 29ª nel massimo campionato spagnolo di pallacanestro, la Liga ACB.

## Roster
Aggiornato al 14 novembre 2024.
| Unicaja Málaga 2020-21 | Unicaja Málaga 2020-21 |
| Giocatori              | Staff tecnico          |
| ---------------------- | ---------------------- |

| N. | Naz.                                               | Ruolo | Nome                      | Anno | Alt.   | Peso   |  |
| -- | -------------------------------------------------- | ----- | ------------------------- | ---- | ------ | ------ |  |
| 2  | Stati Uniti (bandiera) · Costa d'Avorio (bandiera) | AC    | Deon Thompson             | 1988 | 204 cm | 111 kg |  |
| 3  | Spagna (bandiera)                                  | P     | Jaime Fernández           | 1993 | 186 cm | 79 kg  |  |
| 4  | Stati Uniti (bandiera) · Italia (bandiera)         | P     | Frankie Ferrari           | 1995 | 185 cm | 88 kg  |  |
| 6  | Spagna (bandiera)                                  | P     | Rafael Santos             | 2003 | 185 cm |        |  |
| 8  | Spagna (bandiera)                                  | G     | Darío Brizuela            | 1994 | 188 cm | 75 kg  |  |
| 9  | Spagna (bandiera)                                  | P     | Alberto Díaz              | 1994 | 189 cm | 82 kg  |  |
| 10 | Spagna (bandiera)                                  | G     | Francisco Alonso          | 1996 | 191 cm | 84 kg  |  |
| 11 | Stati Uniti (bandiera)                             | C     | Malcolm Thomas            | 1988 | 206 cm | 102 kg |  |
| 16 | Spagna (bandiera)                                  | P     | Pablo Sánchez             | 2002 | 189 cm |        |  |
| 21 | Polonia (bandiera)                                 | AP    | Adam Waczyński            | 1989 | 199 cm | 96 kg  |  |
| 23 | Stati Uniti (bandiera)                             | AG    | Tim Abromaitis            | 1989 | 203 cm | 107 kg |  |
| 32 | Spagna (bandiera)                                  | C     | Rubén Guerrero            | 1995 | 213 cm | 109 kg |  |
| 33 | RD del Congo (bandiera)                            | C     | Yannick Nzosa             | 2003 | 208 cm | 97 kg  |  |
| 43 | Spagna (bandiera)                                  | A     | Carlos Suárez (C)         | 1986 | 203 cm | 106 kg |  |
| 52 | Ucraina (bandiera)                                 | C     | Volodymyr Herun           | 1994 | 208 cm | 109 kg |  |
| 83 | Francia (bandiera)                                 | AP    | Axel Bouteille            | 1995 | 201 cm | 82 kg  |  |
| 99 | Israele (bandiera) · Polonia (bandiera)            | P     | Gal Mekel                 | 1988 | 191 cm | 87 kg  |  |
| -  | Serbia (bandiera)                                  | G     | Dragan Milosavljević (IN) | 1989 | 198 cm | 91 kg  |  |
| -  | Spagna (bandiera)                                  | AP    | Pablo Tamba               | 2003 | 198 cm | 88 kg  |  |

| Allenatore                                                                                                   |
| - Luis Casimiro (fino al 20 gennaio) - Fōtīs Katsikarīs (dal 21 gennaio)                                     |
| Assistente/i                                                                                                 |
| - Paco Aurioles - Germán Gabriel - Ángel Sánchez-Cañete Legenda - (C) Capitano - (IN) Inattivo - Infortunato |

## Mercato

### Sessione estiva
| Acquisti | Acquisti         | Acquisti             | Acquisti      | Acquisti |
| R.a      | Nome             | da                   | Modalità      |          |
| -------- | ---------------- | -------------------- | ------------- | -------- |
| G        | Francisco Alonso | Oviedo               | fine prestito |          |
| AP       | Ignacio Rosa     | Castelló             | fine prestito |          |
| AG       | Tim Abromaitis   | Zenit S. Pietroburgo | svincolato    |          |

| Cessioni | Cessioni          | Cessioni          | Cessioni          | Cessioni |
| R.       | Nome              | a                 | Modalità          |          |
| -------- | ----------------- | ----------------- | ----------------- | -------- |
| PG       | Josh Adams        | Virtus Bologna    | fine contratto    |          |
| G        | Aleksa Avramović  | Estudiantes       | riscatto prestito |          |
| AP       | Ignacio Rosa      | Peñas Huesca      | fine contratto    |          |
| AP       | Axel Toupane      | Strasburgo        | fine contratto    |          |
| A        | Melvin Ejim       | Budućnost         | fine contratto    |          |
| AG       | Marko Simonović   | Cedevita Olimpija | fine prestito     |          |
| AG       | Ismael Tamba      | Marbella          | prestito          |          |
| AC       | Jeffrey Godspower | Marbella          | fine contratto    |          |
| C        | Frank Elegar      | Pall. Reggiana    | fine contratto    |          |
| C        | Morgan Stilma     | Heroes Den Bosch  | fine contratto    |          |

### Dopo l'inizio della stagione
| Acquisti | Acquisti        | Acquisti     | Acquisti         | Acquisti   |
| R.       | Nome            | da           | Data             | Modalità   |
| -------- | --------------- | ------------ | ---------------- | ---------- |
| P        | Frankie Ferrari | Gran Canaria | 12 dicembre 2020 | svincolato |
| AC       | Malcolm Thomas  | Free agent   | 21 febbraio 2021 | svincolato |

| Cessioni | Cessioni             | Cessioni   | Cessioni         | Cessioni       |
| R.       | Nome                 | a          | Data             | Modalità       |
| -------- | -------------------- | ---------- | ---------------- | -------------- |
| P        | Frankie Ferrari      | Manresa    | 15 febbraio 2021 | fine contratto |
| G        | Dragan Milosavljević | Free agent | 17 febbraio 2021 | rescissione    |
| C        | Volodymyr Herun      | Free agent | 17 marzo 2021    | rescissione    |